# (7124) Glinos
(7124) Glinos (1990 OJ4) – planetoida z pasa głównego asteroid okrążająca Słońce w ciągu 5,57 lat w średniej odległości 3,14 j.a. Odkryta 24 lipca 1990 roku.